# Brød til verden
Brød til verden er en dansk dokumentarfilm fra 1987.